# TVS REGZA
- ハイセンス > TVS REGZA
- 東芝 > TVS REGZA

TVS REGZA株式会社（ティーヴィーエス レグザ）は、中国・ハイセンス傘下の電機メーカーで、東芝・REGZA（レグザ）ブランドの映像機器の開発・製造・販売・修理を行う。旧社名は東芝メディア機器株式会社、東芝映像ソリューション株式会社。

## 沿革
1973年に青森県五所川原市に東芝グループとして設立された津軽東芝音響を祖とするAV機器メーカーで、その名残で登記上の本店を青森県三沢市に置いていた。1996年に東芝メディア機器へ社名変更、2009年に東芝三沢メディア機器と合併、2016年に東芝本体の映像事業と東芝メディア機器の事業を統合・再分社化し、東芝映像ソリューションとなる。
2017年11月14日に、東芝映像ソリューションの発行済み株式の95%を中国のハイセンスグループの中核事業会社・青島海信電器（現：海信視像科技）に譲渡することを決定、譲渡額は129億円。2018年2月28日に譲渡完了。株式譲渡にあわせ、東芝本体の研究部門として運営されていた「AV技術開発部門」、および「クラウド技術開発部門」が、東芝映像ソリューションに移管される。
株式譲渡後も東芝映像ソリューションは東芝・REGZAブランド映像商品の自社開発・販売・修理を継続し、「今まで以上に強化していく」（同社）としている。その一方で調達・生産にハイセンスの設備を利用し効率化・差別化を図る。
ハイセンス傘下でコスト競争力が高まり、2019年度には2010年度以来9年ぶりの黒字化を達成した。
2021年3月1日、社名をTVS REGZA株式会社へ変更した。新社名の「TVS」は元々「Toshiba Visual Solutions」の頭文字で東芝映像ソリューション時代からの略称だったものを「Total Visual Solutions」の頭文字に変更（バクロニム）したものである。企業ロゴをREGZAのロゴに変更した後も、製品やテレビCMには引き続き『TOSHIBA』ロゴが使用されていたが、2022年5月からの一部新製品にはTOSHIBAブランドが省略され、代わりにREGZAロゴが使用されている。テレビのブランド名がテレビメーカーの社名になったのはTVS REGZAが初。

## 主な製品

### 薄型テレビ
「REGZA」は、2006年に東芝のテレビブランドとして誕生した。東芝の薄型テレビはハードディスクやネットワークと連携し、テレビの映像を簡単に録画できる液晶テレビを主軸としこれまで低かった同社の液晶テレビのシェア率を徐々に伸ばしたものの2008年度（平成20年度）国内の液晶テレビシェア12%は4位であった。
液晶ディスプレイを軸とし、2017年以降は有機ELディスプレイ、2022年以降はmini LED広色域量子ドット液晶ディスプレイを搭載した製品を展開している。2000年代には次世代のディスプレイとしてSED方式をキヤノンとの合弁会社により共同開発した。しかし東芝の出資会社であることに特許係争先の米Nano-Proprietary社が難色を示し、問題の早期解決を図るため東芝は出資分をすべてキヤノンに売却した。採算性の問題もあり、最終的にSEDテレビの市場投入は実現しなかった。
2010年代に入ると海外メーカーとの激しい価格競争が続いたことにより、東芝は2015年に映像事業を抜本的に見直し、今後は画質や録画機能に関して高い評価と安定したシェアを持つ国内市場に注力し、4Kテレビを中心とした高画質モデルの自社開発・販売を継続していくことを明らかにした。海外市場については台湾コンパル社や中国スカイワース社へのブランド供与型ビジネスへ移行した。
ワンセグチューナー内蔵のポータブルレグザ「10WP1」は2018年限りで販売終了となり、以降今日までポータブルレグザ（「プライベートビエラ」・「アクオスポータブル」タイプの無線伝送式機種）は販売されていない。加えてBDレコーダー一体型モデルも生産されていない。
2022年の日本国内のテレビ販売シェアで、東芝時代を含めて初めての年度首位となった。要因としてハイセンスグループの調達網により、ブランド力を活かしつつ原材料価格を抑えていることや、低価格帯の製品にもネット対応機能を搭載するなど、東芝時代からの細かな機能へのこだわりがシェア増加の背景にあると分析されている。

### レコーダ
HDD&DVDレコーダでは2001年（平成13年）に世界に先がけて製品化（RD-2000）を実現し、RD-Styleとして次々と新機種を発売。バグ、動作速度、機能性ともに順次改良されてゆく。その後、地上デジタル放送に対応するためシステムを一新しブランド名をVARDIAに変更。
NECとともにHD DVDを開発、ソニーの Blu-ray Disc（BD）と熾烈な規格争いを演じるが2008年（平成20年）2月19日、BDとの規格争いに破れ撤退を発表。損失処理に必要な金額は、1000億円以上とされている。詳細はHD DVD#東芝の撤退発表後の各業界の動きを参照。
2009年（平成21年）8月10日、BD参入に向けてブルーレイ・ディスク・アソシエーション（BDA）への申請しているとされるが、BDに負けたら土下座をすると発言した当時のDM社社長藤井美英の土下座は行われておらず、東芝側から土下座発言についての見解は一切出ていない。
その後、東芝は正式にBD陣営に参入、先にBDドライブ搭載の「dynabook」（ノートパソコン）を発売した。さらに、2010年（平成22年）2月にBlu-ray対応レコーダー「VARDIA」を発売した。その年の9月にVARDIAからREGZAへとブランド名変更をし発売をした。REGZAブルーレイは、3Dに対応した機種が東芝では初の発売となった。

### ゲーミングモニター
2024年11月に、同社として初となるゲーミングモニター2機種を発表。名称は「レグザゲーミングモニター」で、第一弾は23.8型のフルHDタイプと、27インチのWQHDタイプ。前者が2024年11月22日、後者が同年12月27日に発売された。

## CMキャラクター
- 目黒蓮

### 過去のCMキャラクター
東芝（「東芝メディア機器」→「東芝映像ソリューション」）時代に出演したCM出演者を含む。
- 小栗旬
- 有村架純
- 福山雅治

## スポンサー契約
- 日本ラグビーフットボール協会、ラグビー日本代表（男子15人制、男子7人制、女子15人制、女子7人制）オフィシャルサポーター（2023年4月1日 - 2028年3月31日）[20][21]

## 関連会社
- TDビジネスサポート（株）
- ブラジル家電サービス
- 東芝インドネシア